# Жуан-Антан
Жуан-Антан (порт. João Antão)  —  район (фрегезия) в Португалии,  входит в округ Гуарда. Является составной частью муниципалитета  Гуарда. По старому административному делению входил в провинцию Бейра-Алта. Входит в экономико-статистический  субрегион Бейра-Интериор-Норте, который входит в Центральный регион. Население составляет 194 человека на 2001 год. Занимает площадь 8,61 км².